# Prumna wuchangensis
Prumna wuchangensis är en insektsart som först beskrevs av Huang, C. 1982.  Prumna wuchangensis ingår i släktet Prumna och familjen gräshoppor. Inga underarter finns listade i Catalogue of Life.